# Liste des épisodes d'American Wives

Cette page recense la liste des épisodes du feuilleton télévisé American Wives (Army Wives).

## Première saison (2007)
Attention : certains épisodes ont bénéficié de titres francophones différents, ils sont précisés en second le cas échéant.
1. Là où tout commence / Un nouveau clan (A Tribe Is Born)
2. Toutes pour une / Le secret (After Birth)
3. Haut et fort / L'art de la séparation (The Art of Separation)
4. Prise d'otages / L'un des nôtres (One of Our Own)
5. Le code d'honneur / Justice militaire (Independence Day)
6. Les retrouvailles / Retrouvailles (Who We Are)
7. Rendez-vous nocturnes / Seconde chance (Hail and Farewell)
8. Dérapage incontrôlé / Tentation (Only the Lonely)
9. Personne n'est parfait (Nobody's Perfect)
10. Mauvaise presse (Dirty Laundry)
11. Le prix de la vérité (Truth and Consequences)
12. Un de perdu, un de retrouvé / Ruptures (Rules of Engagement)
13. Si c'était la fin... / Menace terroriste (Goodbye Stranger)

## Deuxième saison (2008)
Attention : certains épisodes ont bénéficié de titres francophones différents, ils sont précisés en second le cas échéant.
1. Plus que le silence / Tout contre toi (Would You Know My Name)
2. Milieu hostile / Le cours de nos vies (Strangers In a Strange Land)
3. Le messager / Mon ami Harry (The Messenger)
4. De nouvelles habitudes (Leaving the Tribe)
5. Le retour du héros (The Hero Returns)
6. Mère et soldat / Le devoir d'une mère (Thicker Than Water)
7. Territoire inconnu (Uncharted Territory)
8. Loyauté (Loyalties)
9. Rôle de composition / Coup de filet (Casting Out the Net)
10. Incident de parcours / Plan B (Duplicity)
11. Mères et épouses / Seconde chance (Mothers & Wives)
12. Harcèlement / Au secours (Great Expectations)
13. Paradis autorisés / Les années ont passé (Safe Havens)
14. Immunité / Le devoir avant tout (Payback)
15. Ecoute et partage / Le cercle d'amis (Thank You For Letting Me Share)
16. Sacrifices / Reconversions (Transitions)
17. Lâcher prise (All In the Family)
18. Adieux et retrouvailles / L'heure des départs (Departures, Arrivals)
19. L'appel du devoir / La vie de côté (Last Minute Changes)

## Troisième saison (2009)
Attention : certains épisodes ont bénéficié de titres francophones différents, ils sont précisés en second le cas échéant.
1. Abandonnée / Rompre les attaches (Best Laid Plans)
2. Faux départ (About Face)
3. Déménagement (Moving Out)
4. Le retour / Doutes et regrets (Incoming)
5. Changement de cap (Disengagement)
6. Familles d'accueil (Family Readiness)
7. Haneen / L'union fait la force (Onward Christian Soldier)
8. Tactique / Le tricheur (Post and Prejudice)
9. Évolutions / Retour au bercail (Coming Home)
10. La chanteuse et l'enfant (M.I.A.)
11. La veuve du sénateur (Operation Tango)
12. Nouvel univers (First Response)
13. Secrets / Secrets et intimité (Duty to Inform)
14. Confiance / Mensonges (Need to Know Basis)
15. En ce temps-là / Leurs meilleurs souvenirs (As Time Goes By)
16. La recrue (Shrapnel and Alibis)
17. Compétition / Gagner à tout prix (Fire In The Hole)
18. Faux-fuyants / La générale (Fields of Fire)

## Quatrième saison (2010)
Attention : certains épisodes ont bénéficié de titres francophones différents, ils sont précisés en second le cas échéant.
1. Dommages collatéraux (Collateral Damage)
2. Blessures de guerre (Scars & Stripes)
3. Honneur aux dames / Le prix Spenser (Counterattack)
4. Rendez-vous manqués / Cruelle absence (Be All You Can Be)
5. Des armes et des larmes / Évasion (Guns & Roses)
6. Combats de femmes / Renonciations (Evasive Maneuvers)
7. Entre rêve et réalité / Fin des rêves (Heavy Losses)
8. La force de l'engagement / La fête des Mères (Over & Out)
9. Ordres et désordre / Nouvel ordre (New Orders)
10. Le procès (Trial & Error)
11. La sécurité avant tout / Les 100 jours (Safety First)
12. Changement de programme (Change of Station)
13. Le grand départ (Army Strong)
14. Le déserteur (AWOL)
15. Rencontres / Le cœur et l'esprit (Hearts & Minds)
16. Sœurs ennemies (Mud, Sweats & Tears)
17. En quête de preuves (Murder In Charleston)
18. La vie continue (Forward March)

## Cinquième saison (2011)
1. Le vent du changement (Line of Departure)
2. Prendre du galon (Command Presence)
3. Mises au point (Movement to Contact)
4. Les derniers honneurs (On Behalf Of a Grateful Nation)
5. Vivre malgré tout (Soldier On)
6. Panser ses blessures (Walking Wounded)
7. À toute épreuve (Strategic Alliances)
8. Une main tendue (Supporting Arms)
9. Retour du front (Counter Measures)
10. Sur un malentendu (Battle Buddies)
11. Chute libre (Drop Zone)
12. Entre deux feux (Firefight)
13. De nouvelles bases (Farewell to Arms)

## Sixième saison (2012)
Le 3 mai 2011, Lifetime a renouvelé la série pour une sixième saison de 13 épisodes, puis de 10 épisodes supplémentaires, diffusés depuis le 4 mars 2012.
1. Emportés par le vent (Winds of War)
2. Au détour d'un rêve (Perchance to Dream)
3. Comme des sœurs (The Best of Friends)
4. La Rivale (Learning Curve)
5. Femmes de pouvoir (True Colors)
6. Stratégies de communication (Viral)
7. État d'alerte (System Failure)
8. Front commun (Casualties)
9. Celles qui restent (Non-Combatants)
10. Effets secondaires (After Action Report)
11. En toute intégrité (Fallout)
12. La beauté du geste (Blood Relative)
13. La 3e étoile (General Complications)
14. Dernier recours (Fatal Reaction)
15. Remords et conscience (Tough Love)
16. Médaille amère (Battle Scars)
17. Entre parenthèses (Hello Stranger)
18. Premiers pas (Baby Steps)
19. Coûte que coûte (Centennial)
20. Le sens du devoir (The War at Home)
21. Retours difficiles (Handicap)
22. Sous conditions (Domestic Maneuvers)
23. Nouvelle mission (Onwards)

## Septième saison (2013)
Le 21 septembre 2012, Lifetime a renouvelé la série pour une septième et dernière saison de 13 épisodes diffusée depuis le 10 mars 2013.
1. Un seul être nous manque 1re partie (Ashes to Ashes)
2. Passer la main 2e partie (From the Ashes)
3. De nouvelles expériences (Hearth and Home)
4. De retour à la maison (Blowback)
5. Le bel inconnu (Disarmament)
6. Départs difficiles (Losing Battles)
7. Quand les chemins se croisent (Brace for Impact)
8. Le Tout pour le tout (Jackpot)
9. Tourner la page (Blood And Treasure)
10. Fin de mission (Reckoning)
11. Traumatisme (Adjustment Period)
12. En l'honneur d'un frère (Damaged)
13. Tout ou rien (All or Nothing)